# Žalna
Žalna je naselje v Občini Grosuplje.